# Винс, Георгий Петрович
Гео́ргий Петро́вич Винс (4 августа 1928, Благовещенск, СССР — 11 января 1998, Элкхарт, США) — потомственный религиозный диссидент, баптистский пресвитер, писатель и поэт. Он был одним из лидеров протестантского подполья в СССР, генеральным секретарём нелегального Совета церквей евангельских христиан-баптистов, соорганизатором акции протеста евангельских христиан-баптистов у здания ЦК КПСС 16—17 мая 1966 года, одним из руководителей самиздатского издательства «Христианин», создателем и руководителем «Русской миссии благовестия».
Георгий Винс не считал себя политическим противником советского строя, но боролся с атеистической идеологией, за свободу вероисповедания и против вмешательства государства в дела церкви. За свою деятельность он провёл в заключении в общей сложности восемь лет. На Западе, где Винс олицетворял верующих Советского Союза, подвергшихся преследованиям за религиозную деятельность, развернулась широкая кампания за его освобождение. В 1979 году Винса лишили гражданства СССР и вместе с четырьмя политическими диссидентами выслали в США в обмен на двух разоблачённых советских разведчиков.

## Биография

### Происхождение
Георгий Винс был потомственным религиозным диссидентом. По материнской линии его предки были молоканами из Тамбовской губернии, бежавшими от религиозных преследований в Амурскую область Российской империи. Предки Георгия по отцу были меннонитами, голландцами по происхождению. Его прапрадед по отцу Генрих Винс перебрался на Украину из Восточной Пруссии (Германия).
Дед Георгия Яков Винс служил пресвитером баптистской церкви в Самаре и в 1911 году вследствие преследований со стороны царских властей эмигрировал с семьёй в Америку. После революции он вернулся в Россию и возглавил Дальневосточный отдел Всероссийского союза баптистов (позднее реорганизованный в Дальневосточный союз баптистов). Следом за отцом в Россию с миссионерскими целями вернулся его сын Пётр, к этому времени получивший в Америке богословское образование и служивший пастором русской баптистской церкви в Питтсбурге.
Пётр жил в Благовещенске. Он женился на баптистке Лидии, у них родился сын Георгий. В 1928 году Пётр Винс возглавил Дальневосточный союз баптистов. Во второй половине 1920-х годов в СССР начались репрессии, в том числе и против баптистов. В 1929 году Петра вызвали в ГПУ и недвусмысленно предложили покинуть страну. В ответ он отказался от американского гражданства и принял советское. Уже через полтора месяца Петра отправили в тайгу на принудительные работы. Друзья предлагали ему бежать в Китай через Амур, но он отказался ради миссионерского служения в СССР. С декабря 1930 года он неоднократно подвергался арестам и заключению на различные сроки. У его жены с двухлетним сыном на руках отобрали квартиру и всё имущество, сотрудники ГПУ препятствовали её трудоустройству. Сын Георгий фактически познакомился с отцом в 1934 году, после того, как Пётр вернулся из лагеря после первого срока заключения. Пётр Яковлевич Винс был расстрелян 26 августа 1937 года в Омске. Реабилитирован 20 декабря 1963 года президиумом Омского облсуда за отсутствием состава преступления.

### Молодость
Георгий родился 4 августа 1928 года в Благовещенске-на-Амуре. Родители дали ему имя Георгий в честь друга семьи, духовного наставника Дальневосточного союза баптистов Георгия Ивановича Шипкова. После освобождения Петра Винса из лагеря в 1933 году семья некоторое время жила с ним по месту ссылки — в Бийске, затем в 1934 году им разрешили переехать в Новосибирск. С весны 1934 года по июнь 1935 года Георгий жил с бабушкой по матери Марией Чешевой в Благовещенске. Затем семья соединилась и перебралась в Омск.
26 апреля 1936 года отец был вновь арестован. Через девять месяцев его уголовное дело (Винса и ещё 11 однодельцев обвиняли в контрреволюционной агитации в проповедях и подготовке мятежа) развалилось в суде за отсутствием доказательств, и 21 января 1937 года Петра Яковлевича Винса выпустили из тюрьмы. Уже 16 апреля 1937 года Петра Яковлевича арестовали опять. С конца августа 1937 года в Омской тюрьме перестали принимать передачи для него, сообщив, что в списках заключённых он больше не значится. Семья его больше не увидела.
Осенью 1941 года сотрудники милиции вручили семье Винс, как семье врага народа, предписание горсовета о высылке из Омска в Тевризский район Омской области в течение 24 часов. Район этот имел репутацию отдалённого, малонаселённого и голодного. Когда Лидия Винс пришла увольняться с бухгалтерской работы, ей предложили вместо этого срочно оформить длительную командировку в отдалённый филиал предприятия в посёлке Катышка Омской области (ныне — на территории Тюменской области). Вместе с Георгием и Лидией Винс туда также поехали жившие с ними мать Лидии и двое детей её родного брата Петра, также расстрелянного за религиозные убеждения (его жена была осуждена на 10-летний срок и отбывала наказание на Колыме).
В декабре 1941 года по бывшему месту их жительства в Омске пришли сотрудники НКВД с ордером на арест Лидии Винс. Убедившись, что она здесь больше не живёт, чекисты ушли ни с чем. В начале 1944 года семья вернулась из Катышки в Омск. К этому времени в результате смягчения государственного курса в отношении религии члены Омской церкви уже открыто собирались по воскресениям группами для богослужений, и Георгий с матерью начал посещать собрания. В шестнадцатилетнем возрасте, 5 июня 1945 года, Георгий принял крещение в реке Омь от пресвитера Петра Саяпина, только что вернувшегося из пятилетнего заключения.
В 1946 году он с матерью переехал к родственникам в Киев. Там они присоединились к Подольской церкви ЕХБ, где стали петь в хоре, а в конце года Георгий, которому исполнилось 18 лет, был приглашён пресвитером Наумом Коржовым к участию в проповеди.
В 1954 году Винс окончил Киевский политехнический институт и получил диплом инженера-электрика. Будучи студентом, в январе 1952 года он женился на Надежде Ивановне Лазарук, которая также приняла водное крещение в 15-летнем возрасте. Она окончила в 1960 году английское отделение факультета западноевропейских языков КГУ им. Шевченко и стала учительницей в средней школе.
В 1959 году Георгий был арестован за проведение богослужебного собрания в лесу вблизи Киева и вместе с ещё четырьмя христианами провёл 15 суток в Лукьяновской тюрьме.

### Создание нелегальной организации
На рубеже 1950-х и 1960-х годов государство упрочило курс на борьбу с религией, в стране началась хрущёвская антирелигиозная кампания. Под нажимом властей руководство ВСЕХБ (единственного на тот момент легального протестантского союза церквей в СССР, объединяющего не только евангельских христиан-баптистов, но многие общины близких конфессий) предписало пресвитерам «сдерживать нездоровые миссионерские явления», свести к минимуму крещения молодёжи до 30 лет и принять другие ограничительные меры. Это подхлестнуло и без того растущее недовольство верующих руководством ВСЕХБ и привело к созданию «Инициативной группы» по созыву Всесоюзного съезда евангельских христиан-баптистов. В августе 1961 года «Инициативная группа», возглавляемая пресвитерами Алексеем Прокофьевым и Геннадием Крючковым, обратилась с требованием о съезде к руководству ВСЕХБ и председателю Совета министров Никите Хрущёву. Хотя ответа от Хрущёва не последовало, идея была подхвачена: по призыву «Инициативной группы» до конца 1961 из разных уголков страны в партийные и советские органы были направлены сотни писем от верующих с требованием разрешить проведение съезда.
В ответ на необычную общественную активность сторонников «Инициативной группы», их вызывали для бесед в «органы», угрожали. В некоторых церквях сторонники «Инициативной группы» пошли на раскол, выйдя из общин и создав свои. Группа информировала сторонников и рассылала свои послания, напечатанные на гектографе.
В 1964 году «инициативники» создали Совет родственников узников евангельских христиан-баптистов, который после 1966 года возглавила Лидия Винс — мать Георгия Винса. В сентябре 1965 года общины «инициативников» создали самостоятельный церковный союз, альтернативный ВСЕХБ, — Совет церквей евангельских христиан-баптистов. По оценке Л. Н. Митрохина, численность движения в те годы составляла 20—30 тысяч человек.

#### Роль Винса в Совете церквей
К октябрю 1961 года Георгий Винс присоединился к требованиям «инициативников», а в мае 1962 года впервые присутствовал на расширенном заседании Оргкомитета движения. Спустя месяц он был отлучён Киевской церковью, руководство которой не одобряло деятельность «инициативников». В ответ Винс и его единомышленники создали свою нелегальную общину. Один из старших «инициативников» Александр Шалашов рукоположил его на служение пастором в этой общине.
В августе 1963 года Винс оставил работу ведущего инженера-конструктора в проектно-строительном институте ради служения в Оргкомитете. В сентябре 1963 года он был избран секретарём Оргкомитета. При создании Совета церквей было избрано его руководство: Георгий Винс стал секретарём, а Геннадий Крючков — председателем.
В 1966 году Винс вместе с Крючковым и другими церковными служителями организовал акцию протеста евангельских христиан-баптистов против вмешательства государства в дела Церкви и преследований у здания ЦК КПСС. Для этого 16 мая 1966 года из 120 городов СССР в столицу прибыли около 500 делегатов от церквей ЕХБ. Делегация просила о встрече с руководителями государства и о назначении правительственной комиссии по вопросам преследований за веру в Советском Союзе, но 17 мая все участники были задержаны, рассажены в автобусы и доставлены в отделение милиции. Часть участников впоследствии отпустили, многие отбыли в заключении 15 суток. Около 30 участников были осуждены на различные сроки.
Винс, являясь одним из организаторов акции, непосредственного участия в ней не принимал, он был арестован вместе с ещё одним из соорганизаторов, Михаилом Хоревым, 19 мая — когда они пришли в ЦК с ходатайством относительно задержанных делегатов. После ареста они содержались в Лефортово, как и участники акции.

### Первый срок заключения
29—30 ноября 1966 года состоялся суд над Винсом и Крючковым. Они отказались от адвокатов и использовали судебное заседание для изложения своей позиции (стенограмма их выступления в дальнейшем распространялась среди верующих). Обвинение было предъявлено по части 2 статьи 142 УК РСФСР («Нарушение законов об отделении церкви от государства и школы от церкви»), помимо организации акции, Винсу инкриминировали религиозное воспитание детей и молодёжи, нелегальное издание христианской литературы, создание Совета церквей, составление коллективного заявления в Конституционную комиссию. Винс и Крючков получили по три года лишения свободы в колонии общего режима.
Винс отбывал свой срок в ИТК «Чепечанка» («Чапечанка») в Чердынском районе Пермской области, заключённые которой заготавливали лес и строили железную дорогу. С мая 1967 года — в лесозаготовительной ИТК «Анюша» в Александровском районе Пермской области. В связи с предложениями КГБ о сотрудничестве, в сентябре 1968 года Винс провёл в лагере голодовку.

### Преследование родственников
В 1969 году Георгий вышел на свободу, а в 1970 году была арестована и приговорена к трём годам ИТЛ общего режима мать Винса — Лидия Михайловна, председательствующая в Совете родственников узников. Её осудили на три года колонии за создание Совета родственников узников евангельских христиан-баптистов, юридическую и благотворительную помощь верующим-заключённым. Хотя власти готовы были согласиться на её досрочное освобождение при условии отречения от Бога через газетную публикацию, однако на это Лидия Винс не могла пойти. Она отбыла свой срок в женской колонии Харькова и Днепродзержинска.
Старшая дочь Винса Наталья после окончания школы поступила в медицинский техникум, однако получить диплом ей не разрешили. В 1973 году, перед госэкзаменами на последнем курсе, директор техникума объявил: «Диплома ты не получишь. Медицина и религия несовместимы!» Без диплома она смогла получить работу массажистки в детской больнице, однако и там ей впоследствии заявили, что сектантам среди медиков не место. Сын Пётр примкнул к политическим диссидентам (Украинской Хельсинкской группе), его отказывались брать на работу и потом приговорили к году лагерей за тунеядство. Этот срок он полностью отсидел.
Георгий в это время занимался христианским служением. После ареста матери и суда над ней он ушёл на нелегальное положение и был объявлен во всесоюзный розыск. Основными направлениями его деятельности были организационная работа в Совете церквей, работа по религиозному воспитанию детей и молодёжи (в том числе организация воскресных школ, молодёжных лагерей, крещения молодых людей), а также издание христианской литературы.

### Второй срок
В 1971 году на базе стихийного движения по печатанию христианской литературы было создано нелегальное издательство «Христианин», имевшее множество подпольных типографий в разных регионах СССР. Винс был одним из координаторов издательства. 31 марта 1974 года Винса арестовали в Новосибирске при доставке в нелегальную типографию краски, фотоплёнок с текстом Библии для офсетной печати и различных рукописей — собственных и чужих.
Во время предварительного следствия весной — летом 1974 года сотрудники КГБ неоднократно предлагали Винсу свободу в обмен на помощь в убеждении верующих его Киевской церкви согласиться на регистрацию. Винс отказался.
Винса судил Киевский областной суд по обвинению в «распространении заведомо ложных измышлений, порочащих советский государственный и общественный строй», «нарушении законов об отделении церкви от государства и школы от церкви» и «создании группы, причиняющей вред здоровью граждан». Его приговорили к пяти годам лишения свободы в исправительно-трудовой колонии строгого режима и пяти годам ссылки. Наказание он отбывал в Якутии, в лагерях строгого режима «Мохсоголлох», «Большая Марха» и «Табага». Сам Винс следующим образом описывал своё прибытие в один из лагерей:  
— Не приму! — отрезал начальник. — Этого я знаю. — указал он на Анвара, — он уже прошёл через все наши лагеря на Севере! А кто этот? Почему в наручниках? — спросил начальник, указывая на меня.
— Мне так приказали: этапировать его только в наручниках, — ответил конвойный офицер.
— В чём ваше преступление? За что вас судили? — обратился ко мне начальник лагеря.
— Я — христианин! И за веру в Бога лишён свободы на 10 лет, — ответил я начальнику.
— Баптист? — уточнил начальник.
— Да, баптист, — подтвердил я.
— Вези их обратно! Мне ещё не хватало здесь баптистского агитатора! Хорошая пара, — указал начальник на меня и Анвара, — убийца и баптист. Вези обратно.
В защиту Винса выступали Инициативная группа по защите прав человека в СССР и академик Андрей Сахаров. Как отметил историк Вальтер Заватски, на Западе развернулась беспрецедентная кампания по его освобождению. Международная правозащитная организация Amnesty International признала Винса узником совести. В ноябре 1976 года Палата представителей и Сенат Конгресса США приняли резолюцию, призывающую освободить Георгия Винса. В том же году «Литературная газета» опубликовала статью о Винсе под заголовком «Кого защищают американские конгрессмены». Статья вызвала большой резонанс среди заключённых и офицеров охраны лагеря, где он отбывал наказание.

### Обмен
К концу пятилетнего срока, в ноябре 1978 года Винса этапировали в Москву и поместили в следственный изолятор КГБ Лефортово. Здесь его неоднократно переводили в разные камеры, в некоторых из них сокамерники (валютчики и якобы литератор-диссидент) уговаривали Винса написать прошение на имя главы государства Леонида Брежнева о выезде из СССР, однако он отказался.
13 января 1979 года Винса этапировали самолётом в Якутск и доставили в лагерь «Табага» — досиживать срок. В этот период с ним произошли два ЧП. Когда Винс, отключив напряжение и вывесив предупреждающий плакат, ремонтировал электротехническое оборудование, кто-то включил ток. Винс с ожогами был доставлен в лагерную больницу. Вскоре после выписки оттуда в рабочем цеху на него упали брёвна, и он опять попал в больницу.
При свидании в лагере жена и дети выразили желание жить с ним в ссылке. Жене сообщили в управлении лагерей, что он сослан в одну из деревень вблизи посёлка Берёзово на севере Тюменской области. Из тюменской тюрьмы, через которую Винса везли по этапу к месту ссылки, его забрали сотрудники КГБ и самолётом доставили в Москву. Здесь ему выдали костюм, белую рубашку, галстук, туфли и объявили о лишении его советского гражданства указом Президиума Верховного Совета СССР. Он был выслан из Советского Союза 27 апреля 1979 года.
Высылка произошла в порядке обмена между СССР и США. Двух советских разведчиков Рудольфа Черняева и Валдика Энгера, осуждённых в США за шпионаж на срок по 50 лет каждый, советское правительство обменяло на группу из пяти политзаключённых: Георгия Винса, Александра Гинзбурга, Эдуарда Кузнецова, Марка Дымшица и Валентина Мороза. Обмен состоялся в аэропорту Кеннеди в Нью-Йорке, куда политзаключённые были доставлены из Москвы самолётом «Аэрофлота» в сопровождении двадцати охранников — сотрудников КГБ в гражданской одежде — и врача; кроме них, тем же рейсом летели американские туристы.
Семья (мама, жена и пятеро детей) переехала к Винсу через полтора месяца.

### Жизнь за рубежом
Винса тепло приняли в США, где президентом в то время был баптист по вероисповеданию Джимми Картер. На третий день после прилёта президент пригласил Винса в Первую баптистскую церковь города Вашингтона, где Картер служил дьяконом и вёл занятия в воскресной школе для взрослых. В дальнейшем Винса также принимал в числе советских диссидентов следующий президент США Рональд Рейган.
7 июня 1979 года Винс выступил перед Конгрессом США: «В течение 62 лет государственная власть в СССР принадлежала Коммунистической партии, исповедующей атеизм. Согласно атеистической доктрине, религия в СССР давно должна была умереть. Однако жизнь показывает, что вера в Бога в нашей стране не только не умирает, она растёт. Это происходит в условиях, когда живой вере во Христа противодействует государственная машина: пресса, радио, телевидение, милиция, прокуратура, суды, тюрьмы, концлагеря и КГБ».
В 1979 году Винс основал представительство СЦ ЕХБ за рубежом. Он видел свою задачу в том, чтобы «призывать христиан всего мира к молитвенной поддержке и духовной солидарности с гонимыми за веру христианами Советского Союза». Винс много ездил по стране, рассказывая о преследованиях верующих в СССР и собирая материальные средства для помощи церквям и верующим-заключённым, а также для нелегального ввоза Библий и духовной литературы в Советский Союз. Представительство действовало до конца 1980-х, когда было закрыто по распоряжению руководства Совета церквей, вместо этого ему предложили создать независимую миссию. Винс создал «Русскую миссию благовестия», которая продолжала ту же работу по поддержке верующих в СССР. Кроме того, миссия занималась обширной издательской деятельностью.
15 августа 1990 года указом президента СССР Михаила Горбачёва Георгию Винсу вернули советское гражданство. В августе 1995 года органы госбезопасности России разрешили Винсу ознакомиться с уголовным делом в отношении его отца. Так он узнал, что Петра Яковлевича расстреляли в 1937 году — до этого времени Винсы считали, что он умер в лагерях позднее. В 1963 году родственникам Петра Винса официально сообщили в Омском ЗАГСе, что он скончался в 1943 году от сердечного заболевания; однако место смерти не было указано.

### Изгнание из Совета церквей
По мнению историка Ирины Гордеевой, с середины 1970-х в руководстве Совета церквей сформировались жёсткая иерархия с элементами «административно-командной системы» и своеобразный «культ личности» Крючкова. Прежние лидеры, освободившиеся из заключения, отодвигались от принятия решений; характерный для евангельских христиан-баптистов принцип независимости церквей всё чаще попирался; начались «чистки» рядов от «диссидентов». На этом фоне Винса изгнали из Совета церквей. 17 декабря 1991 года, после нескольких встреч Винса с Советом, состоялось специальное совещание по его вопросу. Как отмечал бывший член Совета Евгений Родославов, обвинения против Винса «были явно голословными, а процесс рассмотрения сопровождался нарушениями всех библейских правил».
По воспоминаниям бывшего служителя Совета Юрия Куксенко, Винса обвинили в том, что зарубежное представительство якобы занималось политикой; «Русская миссия благовестия» контактировала и осуществляла помощь церквям напрямую, а не через Совет; а Винс «не искал, в первую очередь, встречи с Советом Церквей» и «действовал под влиянием обиды». Винс, в свою очередь, обвинил Совет в узурпации власти и нарушении принципа независимости каждой отдельной поместной церкви — одного из Семи принципов баптизма. Винсу вынесли порицание и вывели из Совета.
Евгений Родославов и ещё семеро присутствующих служителей отказались голосовать за осуждение Винса. «В перерыве, украдкой, некоторые близкие мне братья-служители стали прощаться со мной, понимая, что вопрос обо мне вскорости будет решён — так же, как и вопрос Г. П. Винса», — вспоминал Родославов. После этого несколько десятков церквей и групп вышли из Совета церквей и впоследствии организовали Братство независимых церквей евангельских христиан-баптистов (в средней полосе России), либо влились во Всеукраинскую ассоциацию евангельских христиан-баптистов (на Украине и юге России), либо стали независимыми.
В 1993 году Винс письменно обратился в Совет церквей с просьбой разрешить ему выступить на съезде СЦ ЕХБ в Туле и отчитаться о своей деятельности в качестве генерального секретаря за 1969—1979 годы и секретаря Зарубежного представительства за 1979—1988 годы. Эту просьбу поддержали некоторые служители областных объединений Совета церквей. Однако Винса не пустили, и он два дня провёл на улице перед зданием, где проходил съезд.
В конце 1980-х годов он перенёс шунтирование сердца, а в 1997 году у него обнаружили злокачественную неоперабельную опухоль мозга, от которой он скончался 11 января 1998 года.

## Взгляды

### Богословие
Георгий Винс исповедовал свойственный баптистам христоцентризм, считая, что Христос должен занимать центральное место в жизни верующего. «Только Христос дарует истинный смысл нашей нынешней жизни и непоколебимый фундамент нашей будущей вечной жизни, которая начинается здесь, на земле, через веру в Сына Божьего», — отмечал он.
Взгляды Георгия Винса в значительной степени сформировались под влиянием деда и особенно отца, чьи проповеди сохранила и передала ему мать. Он унаследовал приверженность к 7 принципам баптизма, которые стали его проводником в жизни. Первым принципом, из которого вытекают все остальные, является абсолютный авторитет Библии, вера в её безошибочность и богодухновенность. Это аксиома баптистского фундаментализма, который исповедовали Винсы.
Ещё один из 7 принципов утверждает отделение Церкви от государства. Винс настаивал, что главой Церкви является Христос, и никто не имеет права «диктовать или вмешиваться в функции церкви». Более того, считал Винс, как государство не имеет права диктовать Церкви, оно также не имеет полномочий и в области личных убеждений человека — нет никакой необходимости в посредничестве любого рода между Богом и человеком. Поэтому государство не должно навязывать правила проведения богослужений и вмешиваться в вопросы исповедания. Во время суда над ним в 1966 году Георгий Винс заявил:
У верующих есть большая любовь и уважение к свободе. Мы уважаем свободу поместных церквей и отдельных членов. Совет Церквей не имеет власти повелевать, приказывать..
Винс также жёстко отстаивал принцип о необходимости крещения исключительно в сознательном возрасте. Для советских граждан решение следовать за Христом могло привести к серьёзным проблемам, и потому его требовалось принимать осознанно, считал Винс.
Для Винса и «инициативников» важно было отделиться от ВСЕХБ, слишком уступчивого перед атеистической властью. Признавая, что большинство верующих ВСЕХБ являются консервативными баптистами, Винс утверждал, что разделение с ними вызвано их неправильным взглядом на отделение Церкви от государства. Правда, к концу жизни он изменил свою точку зрения и перестал соглашаться с агрессивной бескомпромиссной позицией сторонников Совета церквей в отношении верующих ВСЕХБ. Разделения непосредственно в самом Совете церквей, произошедшие после изгнания Винса, вызывали у него большую печаль.

### Мировоззрение
Винс рассматривал политическую систему СССР, как противоречащую его мировоззрению. Он был вынужден бороться, чтобы оставаться верным своим убеждениям и сохранить чистую совесть перед Богом. Винсу не нравилось, когда «инициативников» называли «баптистами-реформаторами», с его точки зрения они ничего не реформировали, а отстаивали библейский взгляд на отношения Церкви и государства.
В СССР Винс пережил убийство отца, несправедливое лишение свободы, потерю всего имущества и даже гражданства. Хотя впоследствии он часто говорил о необходимости перемен в стране, по оценке исследовательницы Дж. Стокер, у него не было злобы или ненависти к советской власти. Винс рассматривал свою борьбу не как борьбу личностей или политических организаций, а как борьбу идеологий. Он боролся с атеизмом, а преследования евангельских христиан-баптистов приравнивал к преследованиям самого Христа. В 1966 году в заключительном слове на суде над ним и Крючковым Винс прочёл своё стихотворение (фрагмент):
Не за разбой и не за злато
Мы перед вами предстоим
Сегодня здесь, как в дни Пилата,
Христос, Спаситель наш, судим.
В 1979 году, вскоре после прибытия в Америку, другие диссиденты предложили ему подписать протест против Советского правительства, но он отказался: «Я человек мира и не интересуюсь политикой». Он прилагал большие усилия, чтобы повиноваться законам своей родины, когда они не противоречили его вере. Однако его гражданское неповиновение в отстаивании своих религиозных убеждений можно было интерпретировать как политическую деятельность.
Бескомпромиссная вера обуславливала его решения, принимавшиеся без учёта последствий. В 1930-х годах Пётр Винс проповедовал о необходимости христианам быть готовыми страдать за свои убеждения, и Георгий шёл по стопам отца. Благодаря такой вере он смог противостоять советским гонениям. Впоследствии Георгий рассказывал о своём пребывании в заключении почти с любовью, утверждая, что в духовном смысле эти годы были лучшими годами его жизни, потому что в лагере и тюрьме он был вынужден особенно сильно доверять Христу.
Он никогда не забывал о своей Родине и свою жизнь за рубежом посвятил борьбе за свободу вероисповедания в СССР, а затем помощи баптистским церквям на постсоветском пространстве.

#### Персональные оценки советских руководителей
Хотя Винс и утверждал, что борется не с политическим институтом, а с идеологией, он иногда давал оценки советским руководителям. Например, в 1983 году в ответ на вопрос, что он думает об Андропове, Винс отозвался о нём как о «самом жестоком из всех лидеров, которые пришли к власти». С недоверием он отнёсся и к Горбачёву, называя встречи главы СССР с церковными лидерами «рекламными трюками». «Советская Конституция — это просто бумага, а есть неписаные законы, которые отражают то, что сегодня в интересах Советской власти, — заявил Винс в 1989 году. — Сегодня Библии в СССР можно прислать по почте. Завтра, если это будет отвечать интересам правительства, эти Библии будут конфискованы».

## Литературная деятельность
Две историко-публицистические книги Георгия Винса — «Тропою верности» и «Евангелие в узах» — переиздавались на русском («Тропою верности» — не менее двух раз), «Евангелие в узах» — переведено на английский, перевод был издан в 1995 году и переиздан — в 2014 году.
Книга «Тропою верности» повествует о судьбе отца Георгия Петровича — Петра Яковлевича Винса. Книга «Евангелие в узах» представляет собой развёрнутую автобиографию Георгия Петровича Винса, где он рассказывает о своей жизни, о служении баптистского пресвитера в условиях атеистического общества и о пребывании в тюрьмах и лагерях. Как отметил историк Владимир Попов, «сегодня историю евангельского и правозащитного движения в СССР изучают по книгам Георгия Петровича Винса».
Георгий Винс был также христианским поэтом. Гимны на его стихи («Нам жизнь дана не для пустых мечтаний», «Молодым капитанам веры», «Христианства радостные зори», «Моя душа» и др.) сегодня исполняются во многих баптистских и других русскоязычных евангельских церквях. По словам историка Вальтера Заватски, Винс «писал стихи, которыми впоследствии суждено было тронуть сердца тысяч людей во всём мире».

## Семья
Мать Лидия Михайловна (в девичестве Жарикова) (1907—1985) провела в США последние шесть лет жизни.
Жена Надежда Ивановна (в девичестве Лазарук) (1927—2004).
Сыновья: 
- Пётр Винс (родился в 1956 году)[100]. В 1970-х годах — советский политический диссидент, член Украинской Хельсинкской группы[101]. Веру родителей не унаследовал. Подвергался преследованиям за свои политические убеждения[100][102]. В 1978—1979 годах отбыл годичный срок в исправительно-трудовом лагере (формально осуждён за тунеядство)[103][101]. В постсоветское время занимался бизнесом в России, переехал в Италию[57].
- Александр (родился в 1971 году), окончил университет в США, работает преподавателем[57][104].

Дочери: 
- Наталья Винс (родилась в 1952 году), работает в христианской миссионерской организации в России. Автор книги мемуаров «Рубежи детства»[105].
- Елизавета (родилась в 1961 году), переехала из США с мужем-американцем на Украину, занимается миссионерским служением[57].
- Евгения (родилась в 1965 году[106]), живёт в США, помогает в миссионерском служении[57].

## Комментарии
1. ↑  Термин «подполье» (религиозное, протестантское) широко используется в работах различных историков (Т. К. Никольская, И. А. Гордеева, Н. А. Бондаренко и др.) применительно к деятельности нелегальных церквей евангельских христиан-баптистов.
2. ↑  В середине XIX века прадедушка Георгия Винса Абрам Чешев вместе с девятью родными братьями отсидел год в тамбовской губернской тюрьме за молоканскую веру и «отпадение от православия». Один из братьев умер в тюрьме[5].
3. ↑  Центр Амурской области — Благовещенск-на-Амуре — и близлежащие к городу сёла являлись местами компактного проживания молокан. Местные власти относились к ним более лояльно, чем в центральных регионах России[5].
4. ↑  В то время меннониты в Пруссии подвергались серьёзным преследованиям за свой пацифизм и отказ по религиозным причинам воевать в прусской армии при воинственном короле Фридрихе II[7].
5. ↑  Через десять лет после последнего ареста, когда семья жила уже в Киеве, Лидию Винс вызвали в Киевское областное управление МГБ и устно сообщили в ответ на её многочисленные запросы, что Петра Винса нет в живых. При этом сотрудник МГБ отказался дать письменный ответ, а также сообщить время и обстоятельства смерти[15]. Окончательно семья выяснила судьбу П. Я. Винса только в 1995 году, когда Георгию разрешили ознакомиться с уголовным делом отца[15].
6. ↑  В 1940-х годах эта церковь проводила богослужения в доме № 6 по улице Спасской, в 1949 году община объединилась с Киевской центральной церковью евангельских христиан-баптистов[19].
7. ↑  Последний такой съезд проходил в 1926 году.
8. ↑  Письменный отказ противоречил бы заявлениям властей о свободе совести в СССР[28].
9. ↑  Историк Татьяна Никольская, ссылаясь на документы СДРК, приводит данные из разных документов о 272 и более 400 письмах[28].
10. ↑  По воспоминаниям одного из создателей «Инициативной группы» Бориса Здоровца, большинство первоначальных лидеров движения не предполагали разделять евангельских христиан-баптистов, раскалывать ВСЕХБ и создавать альтернативный союз. Это была инициатива Геннадия Крючкова, поддержанная влившимся в движение Георгием Винсом: «В начале Движения определяющим девизом было: „Стать в проломе за народ Божий“. Но когда Геннадий Крючков развернул Движение и оно пошло вспять, его определяющим и направляющим девизом, стало: „..выйдите из среды их и отделитесь“»[30]. Справка: Борис Максимович Здоровец — проповедник, один из лидеров «Инициативной группы» на начальном этапе. Был арестован в конце 1961 года, отбыл в общей сложности 10 лет в заключении и 3 года в ссылке[31].
11. ↑  По данным историка Владимира Попова, увольнение из проектного института было вынужденным, как результат «разоблачительной» «антисектантской» статьи «Живі трупи» в газете «Вечерний Киев», посвящённой персонально Винсу и его семье[4].
12. ↑  Стенограмма суда доступна в интернете[42].
13. 1 2  Вальтер Заватски (Walter Sawatsky) — профессор кафедры истории церкви и миссии Меннонитской библейской семинарии в Элкхарте, Индиана. Автор книги «Евангелическое движение в СССР после второй мировой войны».
14. ↑  Одна из книг о нём так и называется: «Georgi Vins: Prisoner of Conscience» («Георгий Винс: Узник совести»)[53]. В России этот термин в отношении Винса использовала «Независимая газета» в 2008 году[4].
15. ↑  Ирина Александровна Гордеева — кандидат исторических наук, доцент кафедры истории России средневековья и нового времени РГГУ, автор ряда публикаций по истории гражданского общества в России и СССР[65].
16. ↑  В 1960-х годах именно обвинение в узурпации власти и нарушении принципа независимости церквей выдвигалось против ВСЕХБ. Этот довод был в числе основных аргументов за разделение баптистов и создание альтернативного Совета церквей[69].
17. ↑  Однако нигде в доступных серьёзных источниках не говорится об отлучении от Церкви.
18. ↑  До Георгия дошло более 300 конспектов отцовских проповедей. «Через эти краткие конспекты я, став подростком, знакомился с отцом: образом его мыслей, основами его веры и упования», — вспоминал он[74].
19. ↑  Дед Георгия, Яков, был автором популярной катехизационной брошюры «Наши баптистские принципы».
20. ↑  Это ещё один из 7 принципов баптизма — принцип свободы совести, которого придерживался Винс[79].
21. ↑  В 7 принципах он сформулирован так: «Крещение и Вечеря Господня принадлежат исключительно возрождённым людям».
22. ↑  Такой термин, в частности, использовал Вальтер Заватски в книге «Евангелическое движение в СССР после второй мировой войны»[85].
23. ↑  Владимир Александрович Попов — преподаватель истории и теологии Московской богословской семинарии евангельских христиан-баптистов[4].